# Verbka, Krîjopil
Verbka (în ucraineană Вербка) este localitatea de reședință a comunei Verbka din raionul Krîjopil, regiunea Vinnița, Ucraina.

## Demografie
Componența lingvistică a localității Verbka
     Ucraineană (99,48%)
     Alte limbi (0,52%)
Conform recensământului din 2001, majoritatea populației localității Verbka era vorbitoare de ucraineană (99,48%), existând în minoritate și vorbitori de alte limbi.